# John Dalley
John Dalley (* 1. Juni 1935 in Madison/Wisconsin) ist ein US-amerikanischer Geiger.
Dalley wuchs in einer Musikerfamilie auf. Er begann im Alter von drei Jahren Geige zu spielen und studierte bei Efrem Zimbalist am Curtis Institute of Music. Am Oberlin Conservatory of Music setzte er seine Ausbildung fort und wurde Mitglied des Oberlin String Quartet. Als Solist und als Gründungsmitglied des Guarneri String Quartet unternahm er zahlreiche Konzertreisen durch die USA, Europa, Südamerika, Australien und Asien. Mit Musikern wie Artur Rubinstein, Leonard Rose, Pinchas Zukerman und den Mitgliedern des Budapest Quartet spielte er Aufnahmen u. a. bei den Labels RCA Records, Philips und Surroundby ein. Zudem unterrichtet er am Curtis Institute of Music und an der University of Maryland.